# Cap Blanc (Altea)
El Cap Blanc és una platja de còdols i grava al municipi valencià d'Altea, a la comarca de la Marina Baixa.
Situada a la Badia d'Altea, limita al nord amb el port pesquer i Club Nàutic d'Altea, i pel sud es prolonga per la platja del Racó de l'Albir (ja en terme municipal de l'Alfàs del Pi. Amb una longitud de quasi un quilòmetre, és la platja de major extensió del municipi, de caràcter semi-urbana. A més compta amb el distintiu de bandera Blava i diversos certificats que reconeixen la qualitat ambiental del paratge.